# 宝塚市立御殿山中学校
宝塚市立御殿山中学校（たからづかしりつごてんやまちゅうがっこう）は、兵庫県宝塚市にある公立中学校。通称は「ごてちゅう」。

## 概要
宝塚市すみれが丘の巨大マンション団地建設に伴う生徒増を見越して建設され、宝塚市立中学校中最大の校舎と広い校庭を有する、宝塚市内で生徒数が最多の中学校である。
宝塚市街の北、長尾山麓の高台にあり、中国自動車道宝塚トンネルの南隣に位置し、外壁には「命」をテーマにした大壁画がある。

### 教育目標
- 人間尊重の精神に基づき、確かな学力、豊かな情操、逞しい体を養い、民主的な社会をつくる人間を育成する。

## 沿革

### 経緯
宝塚中学校から学区分離して、1985年開設。
1990年以降、学区内の巨大マンション団地が順次完成し、2007年には生徒数700名を突破した。

### 年表
- 1985年 - 宝塚市立御殿山中学校創立。
- 1992年 - コンピュータ教室完成。
- 1999年 - 全教室に暖房機設置。
- 2000年 - 御殿山美術館オープン。
- 2004年 - 生徒増により視聴覚室を普通教室に改造。
- 2017年 - 校舎改装（南西部分）
- 2018年 - 校舎改装（南東部分）
- 2019年 - 校舎改装（北東部分）
- 2020年 - 校舎改装（北西部分）

## 基礎データ

### 交通アクセス
- JR宝塚線、阪急宝塚線宝塚駅から徒歩20分
- 阪急バス181系統（宝塚駅より乗車）、182系統（宝塚南口駅より乗車）「御殿山二丁目」下車、徒歩5分

### 学区
切畑字長尾山(一部)、清荒神(一部)、宮の町、川面(一部)、御殿山(一部)、栄町(一部)、桜ガ丘、旭町(一部)、すみれガ丘、武庫川町(一部)

### 設備
- 体育館 一般的な大きさ。スクリーンやスポットライトがあり、文化発表会もここで行われる。

- 武道館（凛志館）小型の武道館。畳（プラスチック製）があり、剣道部の活動場所となっている。

- グラウンド 宝塚市の公立中学校では一番の大きさを誇る。また、壁付近のコンクリート塀が2019年に撤去された。

- テニスコート 一般的なサイズのコートが2つある。男女テニス部の活動場所となっている。

- 技術棟 金工室、木工室、技術準備室を備えた棟。技術の先生の作業場所となっている。

- 校舎 2017年から2020年に改修工事が行われた。老朽化は否めない。また、アートもこの校舎の壁に描かれている。

### 象徴

#### 校章
5つの山をイメージする星型の中に「ご（御）」「山」「中」を組み合わせた文字を配した校章。

#### 校歌
奥田圭介作詞、西村邦文作曲

#### 制服
夏服、冬服等の期間については規定されておらず、自由に調整することが可能。
- 冬服

男子は基本紺色上下ブレザーに赤のネクタイ。ブレザーの下にベスト・セーター（ベストは学校指定）を着用可。
（ブレザーを着ずにベスト・セーターを一番上にして登下校することは不可。校舎内では着用可）
女子は基本紺のスカートに赤のリボン。その上に紺のブレザーを着用。ブレザーの下にカーディガン・セーター・ベスト（ベストは学校指定）を着用可。冬は、タイツ着用可（黒or肌色のみ）
（ブレザーを着ずにベスト・セーターを一番上にして登下校するのは不可。校舎内では着用可。）
- 夏服

ブラウス・カッターシャツを着用。男子の下はスラックス、女子の下は夏用スカートである。

## 学校行事
- 4月 - 1年生 入学式
- 5月 - 1年生 転地学習、3年生 修学旅行
- 6月 - 2年生 トライやる・ウィーク（体験就労学習）
- 9月 - 体育大会
- 10月 - 文化発表会（合唱コンクールを含む）
- 3月 - 3年生を送る会、3年生 卒業証書授与式

## 部活動

### 運動部
- 野球部
- 剣道部
- サッカー部
- バスケットボール部
- ソフトテニス部
- 陸上競技部
- 女子バレーボール部
- 卓球部

### 文化部
- 吹奏楽部
- コーラス部
- 美術部
- 琴部
- パソコン部

## 著名な出身者
- 天彩峰里 ‐ 宝塚歌劇団宙組娘役
- 山田哲人 - プロ野球選手
- 三浦璃来 - フィギュアスケート選手
- 榎本成志 - 日本の俳優、ミュージカルを中心に活動。

## 通学区域が隣接している学校
- 宝塚市立西谷中学校
- 宝塚市立山手台中学校
- 宝塚市立宝塚中学校
- 宝塚市立宝梅中学校
- 宝塚市立光ガ丘中学校
- 西宮市立塩瀬中学校